# Попугаев, Никита Андреевич
Никита Андреевич Попугаев (род. 20 ноября 1998, Москва) — российский хоккеист, нападающий.

## Биография
Сын хоккеиста Андрея Попугаева. Воспитанник московского «Динамо». В сезоне 2012/13 перешёл в ЦСКА, в 2014 году дебютировал в МХЛ в составе «Красной Армии». Сезон 2015/16 начал в команде WHL «Мус-Джо Уорриорз», в следующем сезоне перешёл в «Принс-Джордж Кугарз». По рейтингам скаутов Попугаева могли выбрать на драфте НХЛ 2017 года в первой половине первого раунда, однако его выбрал «Нью-Джерси Девилз» в 4 раунде под № 98. После неудачного начала сезона 2017/18 вернулся в ЦСКА и 22 ноября в игре против «Сочи» дебютировал в КХЛ. В начале сезона 2018/19 был обменян в «Амур»; в 36 матчах набрал одно (1+0) очко. Конец сезона провёл в фарм-клубе «Нью-Джерси Девилз» «Бингемтон Девилз» (AHL), в следующем сезоне играл за «Адирондак Тандер» (ECHL). В сезоне 2020/21 провёл 13 матчей за «Динамо» Москва и 12 за «Нефтехимик».
В сентябре 2021 года заявил, что устал менять каждый год клубы, объявил о завершении карьеры и решении стать блогером, снимая пранки.
В середине июня 2022 года возобновил карьеру и подписал пробный контракт с «Амуром», но не добрался до Хабаровска и подписал соглашение с «Сочи». 18 ноября был обменян в СКА на денежную компенсацию. 6 июля был обменян на денежную компенсацию в тольяттинскую «Ладу», вернувшуюся в КХЛ.